# كرايغ وارنر
كرايغ وارنر (بالإنجليزية: Craig Warner)‏ هو كاتب سيناريو بريطاني، ولد في 25 أبريل 1964.

## وصلات خارجية
- كرايغ وارنر على موقع IMDb (الإنجليزية)
- كرايغ وارنر على موقع ألو سيني (الفرنسية)
- كرايغ وارنر على موقع أول موفي (الإنجليزية)
- كرايغ وارنر على موقع أول موفي (الإنجليزية)
- كرايغ وارنر على موقع قاعدة بيانات الفيلم (الإنجليزية)
- كرايغ وارنر على موقع كينوبويسك (الروسية)